# Belcampo
Belcampo właśc. Herman Pieter Schönfeld Wichers (ur. 21 lipca 1902 w Naaarden, zm. 2 stycznia 1990 w Groningen) – holenderski prozaik.
W 1939 roku ukończył prawo na uniwersytecie w Amsterdamie. W 1950 roku ukończył także medycynę i przez jakiś czas pracował jako lekarz. Przede wszystkim jednak był pisarzem. Swoje liczne opowiadania sam podzielił w 1974 roku na trzy grupy:
- 1 - Kruis of munt - opowiadania filozoficzne
- 2 - Het grote gebeuer - opowiadania z Amsterdamu
- 3 - Het woeste paard - opowiadania niesamowite

W 1972 roku opublikował też studium teoretyczne pt. De filosofie van het belcampisme.

## Twórczość wybrana
- 1934 - De verhalen van Belcampo
- 1938 - De zwerftocht van Belcampo
- 1946 - Nieuwe verhalen van Belcampo
- 1950 - Sprongen in de branding
- 1953 - Liefdes verbijstering
- 1958 - Groningen
- 1958 - De fantasieën van Belcampo
- 1958 - Het grote gebeuren, met zeven houtsneden van Hans Peter Doebele
- 1959 - Het grote gebeuren. Een verhaal, met illustraties van E. Puettmann
- 1959 - Tussen hemel en afgrond
- 1962 - Bevroren vuurwerk. Een keuze uit de verhalen van Belcampo
- 1963 - Luchtspiegelingen, bundel van De verhalen, Nieuwe Verhalen, Sprongen in de branding, Liefdes verbijstering, Tussen hemel en afgrond
- 1964 - Verborgenheden
- 1966 - Rijswijk in zijn historie bezien
- 1968 - De ideale dahlia, verhalen
- 1972 - De filosofie van het belcampisme
- 1975 - De toverlantaarn van het christendom
- 1975 - Kruis of munt. De wijsgerige verhalen
- 1975 - Het grote gebeuren. De verhalen van Rijssen en Amsterdam
- 1975 - Het woeste paard. De bizarre verhalen
- 1976 - De dingen de baas, verhalen
- 1979 - Rozen op de rails
- 1979 - Al zijn fantasieën, waarin opgenomen: Luchtspiegelingen, Verborgenheden, De ideale dahlia
- 1982 - De drie liefdes van tante Bertha
- 1989 - Pandora's album
- 1996 - De wondere wereld van Belcampo